# 朴智玗
朴 智玗（パク ジウ、朝鮮語: 박지우、1998年10月27日 - ）は、大韓民国の女子スピードスケート選手。2018年平昌オリンピック韓国代表。

## 主な戦績
- 2015年10月28日の韓国距離別選手権の3000mでは、キム・ボルム、パク・ドヨン（朝鮮語版）に次ぐ3位となった[2]。
- 2015年12月22日-23日の韓国オールラウンド選手権では、総合で優勝したキム・ボルムに次ぐ2位となった[3]。
- 2016年1月27日-28日の韓国ジュニア・オールラウンド選手権では、500m、1500m、1000m、3000m のすべてで1位となり、総合優勝を果たした[4]。
- 2016年のリレハンメルユースオリンピックでは、2月15日に行われた1500mと[5]、マススタートで優勝した[6]。
- 2017年の札幌・アジア冬季競技大会（スピードスケートは帯広市で実施）のチームパシュートでは、キム・ボルム、盧善英とのチームで、優勝した日本チーム（押切美沙紀、髙木菜那、佐藤綾乃）に次ぐ2位になった[7][8]。

### 2018年平昌オリンピック
- 2018年平昌オリンピックには、2月19日に準決勝が行われ、2月21日に順位決定戦が行われた女子チームパシュートと、2月24日に行われた女子マススタートに出場した[1]。
- キム・ボルム、ノ・ソニョンとともに出場したチームパシュート準決勝では、盧が他の2人から大きく遅れてゴールする結果となり、キムがこれを批判する発言をしたことを契機に騒動となった[9]。（詳細は、キム・ボルム#平昌オリンピックでの騒動を参照されたい。）